# Dorothy Collins
Dorothy Collins, pseudonimo di Marjorie Chandler (Windsor, 18 novembre 1926 – Watervliet, 21 luglio 1994), è stata un'attrice e cantante canadese naturalizzata statunitense attiva in campo teatrale, televisivo e radiofonico.

## Biografia
È nota soprattutto per aver interpretato Sally Durant Plummer nella produzione originale di Broadway del musical Follies, un ruolo poi ripreso a Los Angeles nel 1972 e a Milwaukee nel 1977. Per la sua interpretazione è stata candidata al Tony Award alla miglior attrice protagonista in un musical.
Ha recitato anche in altri musical, tra cui South Pacific, A Little Night Music, Do I Hear a Waltz? ed Hello, Dolly!.
È stata sposata con Raymond Scott dal 1952 al 1965 e la coppia ha avuto due figlie, Elizabeth e Deborah. Nel 1966 ha sposato il baritono Ron Holgate, da cui ha avuto la figlia Melissa; la coppia si è separata nel 1977, per poi divorziare nel 1980.

## Filmografia parziale
- Autopsia di un gangster (Never Love a Stranger), regia di Robert Stevens (1958)